# Видово Село
Видово Село је насељено мјесто у Босни и Херцеговини, у општини Дрвар, које административно припада Федерацији Босне и Херцеговине. Према попису становништва из 2013. у насељу је живјело 172 становника.

## Историја и демографија
Порекло становништва села Видово Село и Мокроноге, општина Дрвар. Према истраживању Петра Рађеновића „Унац“ из 1933-1934. године.
Ово је најсеверније село Горњег Унца. Простире се с обе стране речице Унца и хвата се планина и с једну и с другу страну Уначке Котлине. Границе су му: са запада Једовник и Мисије, са севера поток Висућица, са истока Увала, Палеж и Биљег, са југа, према Мрђама, пашњак Граб. Село је раздвојено у два сасвим оделита дела: Видово Село као брдски крај и Мокроноге као равну низину. Између њих овећи простор посут каменом служи као пашњак. У Видову Селу су куће углавном на горњу страну, до шуме. Само је Трњак запао усред села. Испод кућа су њиве и ливаде и врло простран пашњак, Таван, каменит али јако питом и на кишној години богат травом. Но и горње куће у Видову Селу су негде и негде изгубиле широку везу са шумом. Нове крчевине су им пале за леђа, те морају до шуме да пролазе кроз „прогоне“, а ни ширимице као некада. У Мокроногама је средина земљишта чиста, све сама бара н лука, а куће су по окрајку те увалите равни. Куће су и по источној и по западној ивици равнице, но више по источној.
Оранице носе називе: Лице, Луке, Криваја, Потчелинка, Почазбине, Пољане, Диљка, Подруњевице, Гајчине, Мусићи, Измаци, Подворнице, Долови.
Ливаде: Баре, Врањаци, Драгаљевац, Бнљег, Оклинци, Увала Доња, Увала Горња, Подић, Ковића Гај, Даништина, Плећ, Брдо, Градина, Једовник, Сартук, Ливадице, Внсоко, Трњак.
Пашњаци: Граб, Таван, Брина, Врањак, Руњевица, Дебела Страна, Буквик, Под, Дејанови Гајеви, Висућица.
Шуме: Буковик, Мисије, Јадовник, Коса, Јанковића Палеж, Увала.
Воде: Уна, Висућица и много извора: Сопиновац, Циганско Врело, Челинка, Красиновац, Башнћа Врело, Црно Врело, Стикановац, Шубић, Мишковића Точак, Шобајски Бунар. Висућица извире испод Јадовника и слева се у Унац. Млини су на Висућици и на Унцу. Село не трпи оскудице ни патње у погледу мељаве. Колиба има на више страна, тако: у Врањаку 6, у Драгељевцу 4, у Увалама 6, у Локвици б, у Јаворју 3, на Подићу 1, на Пољани 2, у Сартуку 1, на Једовнику 5. Неке од ових служе као летње, неке зимске.
Село је, разбијеног типа. Поред основне подвојености на два главна дела: Видово Село и Мокроноге, још се сваки од ових делова распада на мање „предјељке” (крајеве).
Видово Село има четири краја: Мусићи, Градина, Трњак, Бујадница.
У Мокроногама је шест крајева: Пољана, Криваја, Подруњевица, Челинка, Блато, Поткрај. Крајеви су састављени из породичних група. Највећа је група Мусићи. Свега је у селу 171 кућа.
Гробаља има шест: Руњевица, Михајиловића Гробље, Криваја, Велико Гробље, Мало Гробље, Мусићи.
О називу села већ је наведено народно казивање. Назив Мокроноге дошао је од природних особина земљишта. Под јесен и преко зиме провре вода испод страна и земља се у равни јако раскваси. Кад се излију кише или се сјужи снег, потопи вода целу раван.
У Видову Селу нема на отвореној површини трагова од старијих насеља. Једино што су Михајловићи, крчећи на Пољани, ископали некакво старо камење.

## Порекло породица
Већина становништва овде потиче од два рода: Кукиловића и Гвоздена. То су уједно и најстарије породице у селу. Кукиловићи су више у Мокроногама, Гвоздени више у Видову Селу. О обадва ова рода говорено је у општем делу (Петар Рађеновић – Унац).
Од Кукиловића су рода овде ове породице: Пузигаће (5 к.), Медаревићи (13 к.), Маркановићи (2 к.), Лазићи (6 к.), Башићи (11 к.), Полићи (3 к.), Гајановићи (6 к.), Јанковић (1 к.), Михајловићи (9 к.) Славе Јовањдан. Како је већ речено доселили су пре 5-6 колена из Цетине у Далмацији. Једна кућа Гајановића отселила пре 40 г. у Клашнице.
Од рода Гвоздена су: Гвозденовићи (13 к.), Вашалићи (8 к.), Кремићи (2 к.), Радићи (2 к.), Кнежевићи (16 к.), Ковићи (7 к.). Доселили су из Змијања, а славе Ђурђевдан.
— Бајићи (36 к.), славе Стевањдан. По једноме казивању они су од истог рода и истог порекла као и Трњинићи. Али, ма и били род с Трњинићима, нису населили овамо заједно с њима, него много доцније. О своме пореклу и насељивању овамо они казују да су живели у Далмацији, па за време „Вранцуза“ (Наполеона) избегли отуда од рата. Кренули тада њих четворица браће па један отишао у Бачку, а тројица овде у Видово Село. Населили се најпре на Трњаку, а кад се поделили, једни сишли у Мокроноге. Доцније прешли неки с Трњака на Награђе и Ваганац.
— Шобати (4 к.) славе Дмитровдан. Доселили из Цетине нре 5-6 колена.
— Малбашићи (2 к.) славе Стевањдан. Приведени пре 60-70 г. нз Грахова у кућу Шобатову. Овај Шобат био малбаша па се и његови привоци по њему прозвали Малбашићи.
— Алексићи (2 к.) славе Ђурђевдан. Они су од рода Кесића.
— Грубор (1 к.) слави Ђурђевдан. Прешао из Бастаха пре 20 г. као лугар и ту му остала деца.
— Максић (1 к.) слави Дмитровдан. Приведен из Мрђа у кућу Бајића пре 80-90 година.
— Куруц (2 к.) славе Лучиндан. Доселили нз Стрмице по окупацији.
— Мишковићи (6 к.) славе Никољдан. Казују да су били у Бастасима пре „Будисављевића буне“. За време те буне утеку у Срб. Куће им остану непопаљене. После буне бег им обећа примити их натраг. Они се поврате, „а када тамо, а Грубори већ дошли и ујагмили наложити им ватру у кући.“ Тада њих двојица браће дођу у Видово Село, а трећи се врати у Срб, али мало после дође и он браћи. Будисављевића буна о којој ово предање говори биће да је турско-аустриски рат (1788—1791).
— Петровићи (2 к.) славе Ђурђевдан. Доселили из Далмације пре 100-120 г. Били најпре у Љесковици где су сада Лукачи, пре буне прешли овамо.
— Џепине (2 к.) славе Јовањдан. Доселили пред буну из Грахова. Били најпре у Мрђама и за Гредом н најпосле дошли овде.
— Петковић (1 к.) слави Јовањдан. Прешао амо с Бунчевца пре 60-70 г. Био прво најамник, после се окућио.
— Кукрићи (8 к.) славе Дмитровдан. Доселили из Отона у Далмацији. Од истога су рода од кога и Максићи и дошли овамо када и они.
ИЗВОР: Петар Рађеновић – Унац. НАСЕЉА И ПОРЕКЛО СТАНОВНИШТВА (књига 30) – СРПСКИ ЕТНОГРАФСКИ ЗБОРНИК (књига LVI), Београд 1948.

## Становништво
| Националност       | 2013. | 1991. | 1981. | 1971. | 1961. |
| Срби               | 172   | 375   | 478   | 628   | 864   |
| Југословени        | ―     | 12    | 14    | 1     |       |
| Хрвати             |       |       | 2     | 1     | 1     |
| Црногорци          |       |       |       |       | 1     |
| Муслимани          |       |       | 1     |       |       |
| остали и непознато |       |       |       | 3     |       |
| Укупно             | 172   | 387   | 495   | 633   | 866   |

| Демографија | Демографија | Демографија |
| Година      | Становника  | Становника  |
| ----------- | ----------- | ----------- |
| 1961.       | 866         |             |
| 1971.       | 633         |             |
| 1981.       | 495         |             |
| 1991.       | 387         |             |
| 2013.       | 172         |             |